# Jean II Restout

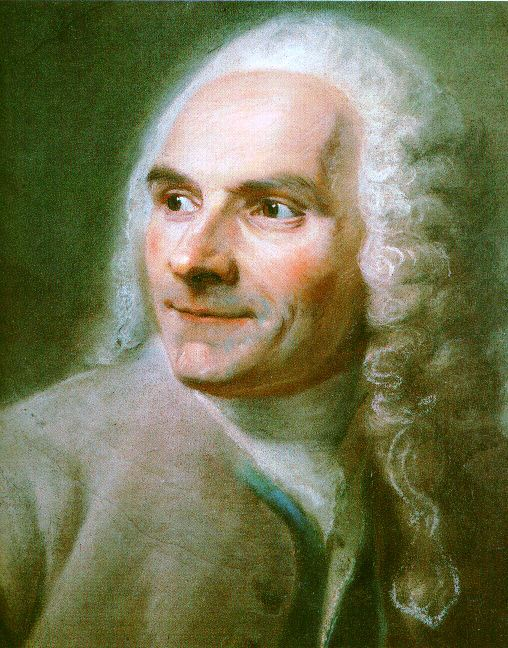
Autorretrato feito por Restout.

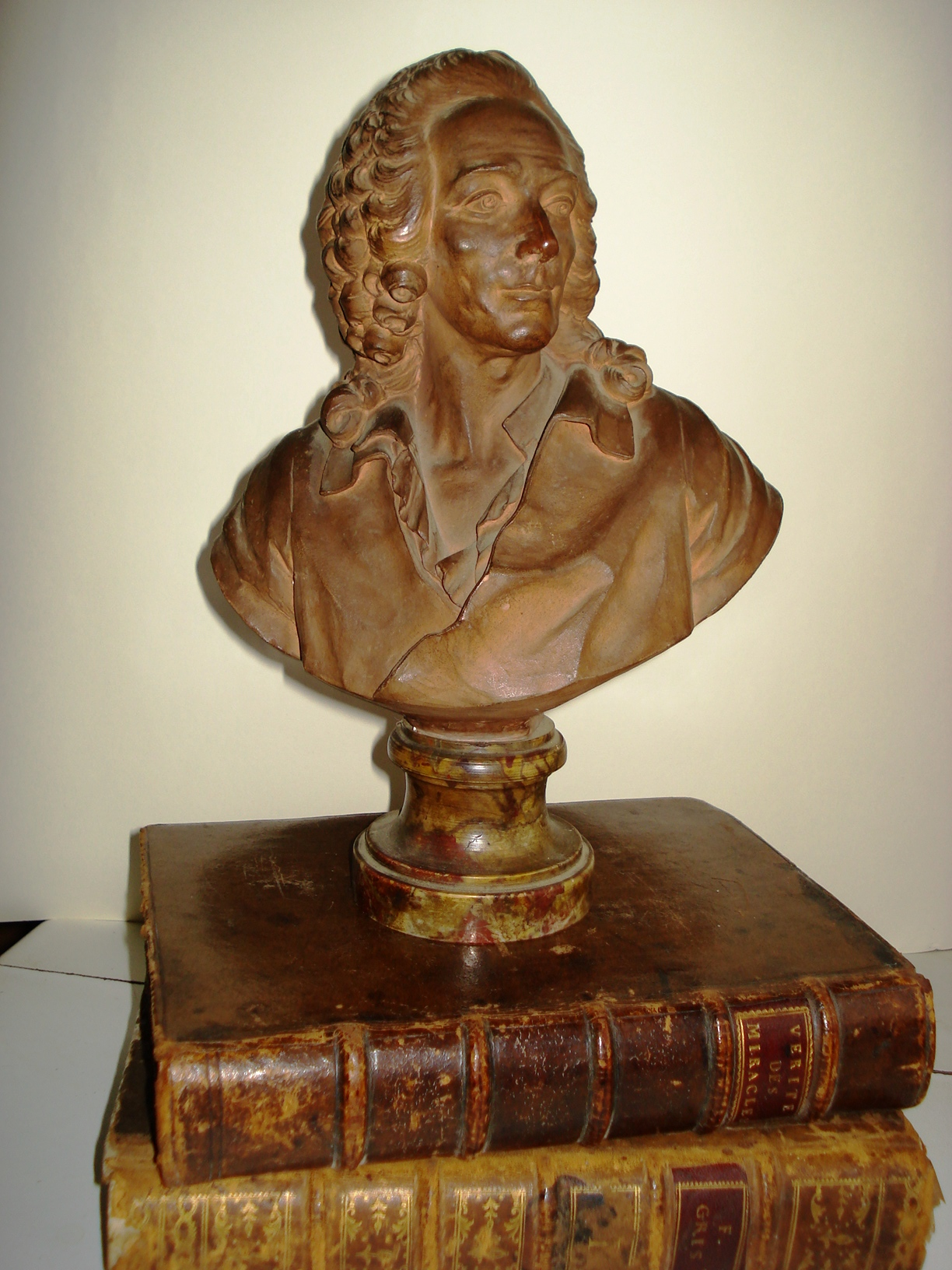
Jean II Restout, busto feito por J.J. Caffierie.

Jean II Restout (Rouen, 1692 — Paris, 1768) foi um pintor francês do Neoclassicismo.

## História
Foi o membro mais famoso de uma família de pintores, seu pai Jean I Restout também foi pintor, e em 1707 foi pupilo de Jean Jouvenet, seu tio. Em 1720 ele foi aprovado na Academia Real de Pintura e Escultura, onde foi professor em 1733 e diretor em 1760. Se casou com Marie-Anne Hallé irmã do pintor Claude Guy Hallé.
Foi pai de Jean-Bernard Restout (1732 — 1797) que também foi pintor e produziu um famoso retrato de seu pai.
Suas obras são relaconadas ao religioso austero, mas também produziu retratos e temas clássicos e mitológicos. Sua carreira foi de bastante influência, onde ele está vinculado ao ressurgimento da pintura histórica como escola para a moral e virtude no final do século. E certa vez afirmou:
| “ | É necessário que o pintor tenha sentimentos nobres, mente elevada, caráter excelente, para abordar dignamente seus temas. | ” |